# Спитамен
Спитамен (Spitamenes, на староперсийски език: Spitameneh, на старогръцки: Σπιταμένης, * 370 пр.н.е., † декември 328 пр.н.е.) е противник на Александър Велики при неговото завладяване на Бактрия и Согдиана.
Спитамен е в свитата на бактрийския сатрап Бес. През 329 пр.н.е. Спитамен въстава против Александър и се окупира в град Мараканда (днес: Самарканд). Александър изпраща отряд с гръцки наемници до Мараканда, които са разгромени от Спитамен. Когато Александър пристига с войската си през пустинята в Мараканда, Спитамен вече бил напуснал града и се съюзил с Дахите, народ от югоизточния бряг на Каспийско море, и с тях предприема грабежни походи против Балх. От там той е изгонен от сатрап Артабаз. През декември 328 пр.н.е. войската на Александър побеждава Спитамен в битката при Габаи (Γαβάι), който след тази загуба е убит от собствените му войници; главата му те предават на Александър.
Спитамен има една дъщеря, Апама, която 324 пр.н.е. се омъжва за Селевк I Никатор. На името на Апама има няколко града, наречени Апамея.